# Zombia antillarum
Zombia antillarum ist die einzige Art der Pflanzengattung Zombia innerhalb der Familie Palmengewächse (Araceae). Sie ist durch ihre stachligen Blattscheiden gekennzeichnet. Dieser Endemit kommt nur auf der Insel Hispaniola vor.

## Beschreibung

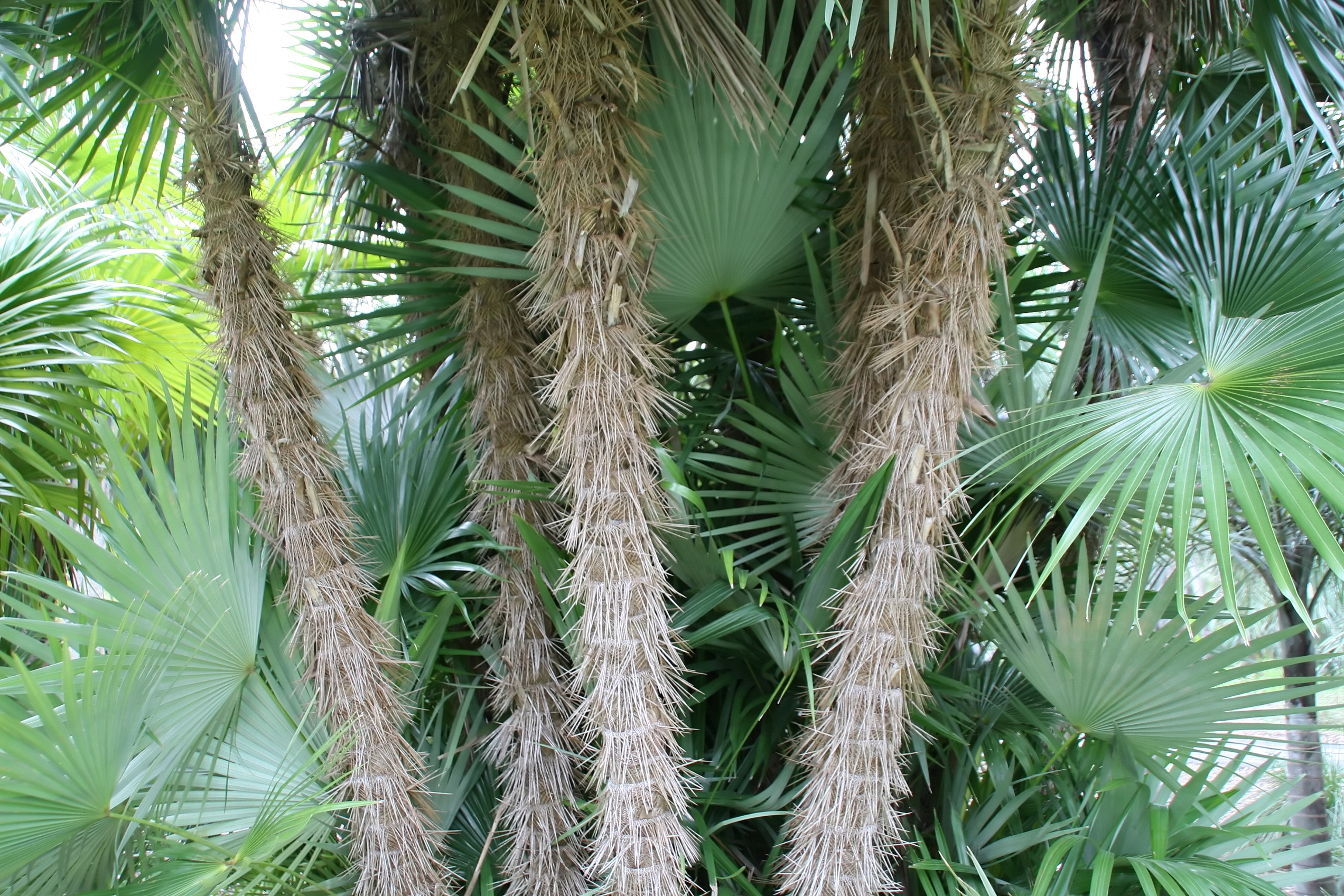
Typische Stämme

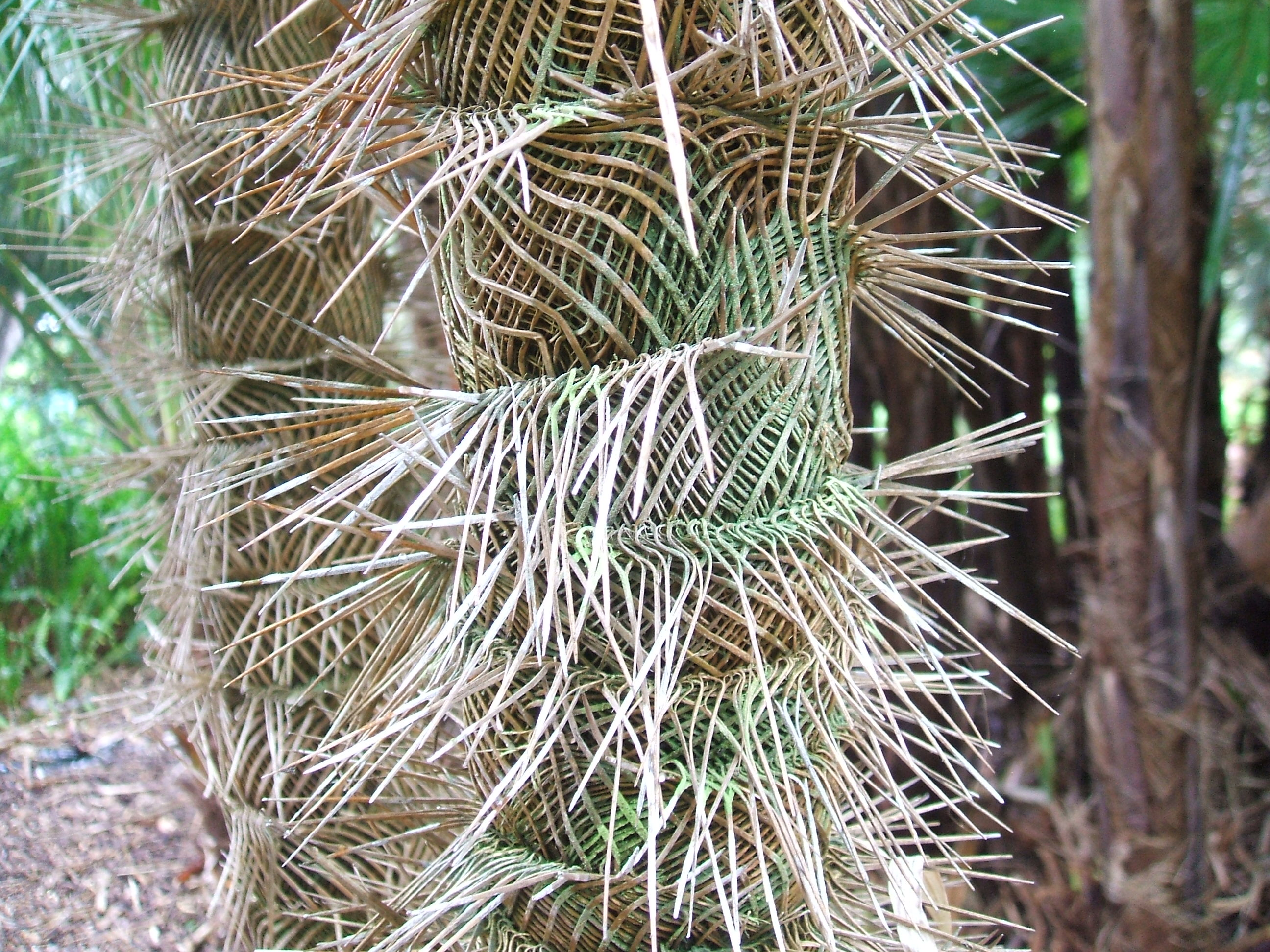
Stamm

### Vegetative Merkmale
Zombia antillarum ist eine mittelgroße, mehrstämmige Fächerpalme. Der Stamm ist aufrecht, schlank und mit ausdauernden, einander überlappenden Blattscheiden bedeckt. Nahe der Stammbasis ragen einige stachelartige Pneumatophoren aus dem Boden.
Die Blätter sind fächerförmig, die Blattfiedern sind V-förmig. Vor dem Abfallen verwelken sie. Die Blattscheide bildet ein Netzwerk aus Fasern, wobei die distalen Fasern einen Wirtel aus Stacheln bilden. Der Blattstiel ist schlank, lang und unbewehrt. Im Querschnitt ist er halbkreisförmig. Die adaxial (zur Achse hin) gelegene Hastula ist dreilappig, der mittlere Lappen ist zugespitzt, die seitlichen sind gerundet. Bei der abaxialen (von der Achse abgewandte) Hastula ist der mittlere Lappen ebenfalls zugespitzt, die seitlichen sind sehr klein. Die Blattspreite ist entlang der adaxialen Falten sehr unregelmäßig geteilt auf der Hälfte bis zwei Dritteln der Länge. Es entstehen so einfach gefaltete, lanzettliche und eher dünne Segmente. Sie sind an der Oberseite glänzend dunkelgrün, an der Unterseite weißlich mit einer ausgeprägten Mittelrippe.

### Generative Merkmale
Die Blütenstände erscheinen zwischen den Blättern, sind kürzer als diese und zweifach verzweigt. Der Blütenstandsstiel ist kurz. Das Vorblatt ist röhrig, zweikielig und öffnet sich dann mit zwei Lappen. Es ist längsgestreift. Hochblätter am Blütenstandsstiel fehlen. Die Blütenstandsachse ist länger als der -stiel und dicht behaart. Die Hochblätter hier sind röhrig, längsgestreift und zerstreut behaart. Jedes hat einen kurz gespitzten Lappen. Die Seitenachsen erster Ordnung stehen entfernt voneinander, jede trägt ein basal stehendes Vorblatt, das röhrig, zweikielig, zweilappig, längsgestreift und zerstreut behaart ist. Die Seitenachsen zweiter Ordnung sind kurz, kahl, fein papillös und tragen eher weit voneinander stehende, einzelne Blüten.
Alle Blüten sind zwittrig. Die Blüten sind cremefarben. Das Perianth ist flach und becherförmig mit sechs kurzen, häutigen Spitzen. Die neun bis zwölf Staubblätter haben kurze, schlanke Staubfäden und basifixe, aufrechte, lange Antheren, die sich latrors (seitlich) öffnen. Der Pollen ist ellipsoidisch und leicht bis deutlich asymmetrisch. Die Keimöffnung ist ein distaler Sulcus. Die längste Achse des Pollenkorns ist 30 bis 38 Mikrometer lang. Das Gynoeceum ist verkehrt-birnförmig, besteht aus einem Fruchtblatt und verschmälert sich zu einer großen, seitlich zusammengedrückten, becherförmigen Narbe. Die Samenanlage sitzt basal und ist orthotrop.
An den Früchten bleiben das Perianth und die Basen der Staubblätter erhalten. Sie sind länglich bis kugelig, weiß, fleischig, der Narbenrest steht apikal. Das Exokarp ist glatt, das Mesokarp ist fleischig mit Fasern, das Endokarp ist krustenartig. Der Samen ist basal befestigt, tief zweilappig, die zwei Lappen wieder ungleich zweilappig. In der Verbindungsstelle der beiden Hälften befindet sich der Embryo. Das Endosperm ist homogen und befindet sich in den Lappen.
Die Chromosomenzahl beträgt 2n = 36.

## Vorkommen
Zombia antillarum kommt nur auf der Insel Hispaniola sowohl in Haiti als auch in der Dominikanischen Republik vor.
Sie wächst an offenen und verbuschten Hängen sehr trockener Hügel. Sie wächst vor allem auf Serpentin-Böden, kommt aber auch über Kalkgestein vor.

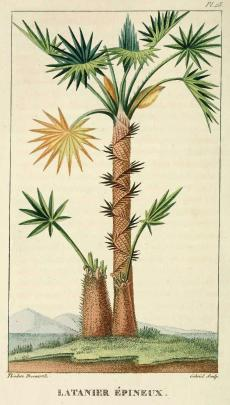
Illustration von Jean-Théodore Descourtilz in Flore pittoresque et médicale des Antilles ..., Band 1, Tafel 28, 1821

In der Roten Liste der IUCN ist Zombia antillarum nicht aufgeführt. Sie ist als selten einzustufen, in Haiti aufgrund der weitreichenden Zerstörung der Standorte als gefährdet. Die Standorte werden trotz der äußerst geringen Fruchtbarkeit der Serpentin-Böden gerodet, um Ackerflächen zu schaffen. In einigen Gebieten der Dominikanischen Republik ist die Art relativ häufig. Dies wird auf mehrere Faktoren zurückgeführt: Die Serpentin-Standorte werden weniger gerodet; die Palmen können nach dem Fällen wieder mit mehreren Stämmen austreiben, und sie bilden bis zu 5000 Samen pro Jahr; dadurch kann sich die Art relativ gut regenerieren.

## Systematik
Die Erstbeschreibung erfolgte 1821 unter dem Namen (Basionym) Chamaerops antillarum durch Michel Étienne Descourtilz in Flore Médicale des Antilles, Band 1, S. 135. Die Neukombination zu Zombia antillarum (Descourt.) L.H.Bailey wurde 1939 durch Liberty Hyde Bailey in Gentes Herbarum; Occasional Papers on the Kinds of Plants. (L. H. Bailey Hortorium, Cornell University), Volume 4, S. 242, Tafel 153–157 veröffentlicht und damit die Gattung Zombia L.H.Bailey aufgestellt. Das Artepitheton antillarum bedeutet „von den Antillen“, die Inselgruppe, zu der Hispaniola gehört. Synonyme von Zombia antillarum (Descourt.) L.H.Bailey sind Coccothrinax anomala Becc. und Zombia antillarum var. gonzalezii J.Jiménez Alm.
Zombia antillarum (Descourt.) L.H.Bailey ist die einzige Art der Gattung Zombia. Die Gattung Zombia L.H.Bailey gehört zur Tribus Cryosophileae in der Unterfamilie Coryphoideae innerhalb der Familie Arecaceae. Ihre Schwestergruppe ist eine Klade mit Coccothrinax, Hemithrinax und Leucothrinax, die möglicherweise auch Thrinax enthält.

## Etymologie
Der Gattungsname Zombia bezieht sich auf den im haitianischen Kreolisch gebräuchlichen Trivialnamen „latanye zombi“. „Latanye“ vom französischen „latanier“ ist die Bezeichnung für Fächerpalmen, „zombi“ bezeichnet die lebenden Toten des Voodoo-Kultes. Ethnographischen Quellen zufolge glauben die Leute in Gros-Morne (Haiti), dass das gelblich-braune Öl aus den Samen als Sinnen-Aktivator fungiert. Demzufolge wird das Öl zum Erwecken der Zombies zum Leben verwendet. Eine weitere Verbindung ist die angebliche Verwendung der Blätter auf den Dächern, um Zombies vom Ausspionieren der Bewohner abzuhalten. Taylor und Timyan konnten beide Informationen 2004 nicht verifizieren.
Weitere Trivialnamen sind „latanye pikan“ (stachelige Fächerpalme), „latanier savanne“ oder „latanier marron“ (Savannen- bzw. wilde Fächerpalme). In der Dominikanischen Republik wird sie „guanito“ oder „guanillo“ genannt, die Verkleinerungsform von „guano“, eine Bezeichnung für verschiedene Palmen der Gattungen Coccothrinax und Thrinax.

## Nutzung
Descourtilz zufolge wurde das harte Stammholz zum Anfertigen von Schachteln und Schnupftabakdosen verwendet. Die Samenkerne dienten ihm zufolge zur Behandlung von Vitamin-C-Mangel. Die Früchte werden als Schweinefutter verwendet. In einem Gebiet der Dominikanischen Republik werden die Blattstiele zum Mischen von Maniok-Mehl verwendet. Die Blätter werden als Besen verwendet, sind aber von schlechterer Qualität als Besen aus Coccothrinax- und Sabal-Blättern. Berichte über die Verwendung der Stacheln als Nadeln für Voodoo-Puppen konnten von Taylor und Timyan nicht bestätigt werden.
Die bedeutendste Nutzung ist die als Zierpflanze.

## Belege
- John Dransfield, Natalie W. Uhl, Conny B. Asmussen, William J. Baker, Madeline M. Harley, Carl E. Lewis: Genera Palmarum. The Evolution and Classification of Palms. Zweite Auflage, Royal Botanic Gardens, Kew 2008, ISBN 978-1-84246-182-2, S. 224f.